# Pakuon
Pakuon is een bestuurslaag in het regentschap Cianjur van de provincie West-Java, Indonesië. Pakuon telt 7545 inwoners (volkstelling 2010).